# Eustomias braueri
Eustomias braueri är en fiskart som beskrevs av Zugmayer, 1911. Eustomias braueri ingår i släktet Eustomias och familjen Stomiidae. Inga underarter finns listade i Catalogue of Life.